# Indonezijski jezik
Indonezijski jezik (bahasa Indonesia) varijetet je malajskog jezika, službeni jezik Indonezije. Standardni idiom temelji se na dijalektu Riau-Johor. Prvi je put službenim jezikom proglašen uz deklaraciju o neovisnosti Indonezije 1945. Skoro 100 % stanovnika Indonezije govori taj jezik i to je jedan od najčešće govorenih jezika u svijetu. Većina formalnog obrazovanja i gotovo svi nacionalni mediji i drugi oblici komuniciranja provode se na indonezijskom jeziku. U Istočnom Timoru uz druge je službene jezike (tetumski i portugalski) služben indonezijski. Izvorno je ime za jezik bahasa Indonesia.

## Povijest
Indonezijski je normativni oblik malajskog jezika, jednog od austronezijskih (ili malajsko-polinezijskih) jezika kojim se koristi kao linguom francom u indonezijskom arhipelagu stoljećima. To je bio visok status službenog jezika s Indonezijskim proglašenjem nezavisnosti 1945. Najraniji poznati natpis na malajskom jeziku datira iz 7. stoljeća, a poznat je kao Kedukan Bukit natpis. Otkrio ga je Nizozemac M. Batenburg 29. studenog 1920. u Kedukan Bukitu u Južna Sumatra, na obalama rijeke Tatang (a od pritoka rijeke Musi). To je malen kameni natpis veličine 45 cm puta 80 cm.
Piše se latinicom i arapskim pismom. Godine 2010. njime je govorilo 42,8 milijuna ljudi kao materinskim jezikom i 154,9 milijuna kao drugim jezikom.

## Vanjske poveznice
- Ethnologue (14th)
- Ethnologue (15th)